# 3-Tre (competizione sciistica)
La 3-Tre è una tra le più antiche competizioni mondiali di sci alpino; è stata fondata nel 1949 e la sua prima edizione ha avuto luogo nel 1950. In origine era costituita da tre prove, disputate in altrettante località del Trentino (Fai della Paganella, Serrada di Folgaria e Monte Bondone) in Italia. Dopo essere stata ospitata nei primi anni da varie località trentine e non solo, dal 1957 si disputa regolarmente a Madonna di Campiglio sulle piste del versante di Pancugolo. La competizione è principalmente maschile, sebbene in alcuni casi siano state disputate gare femminili.
Tradizionalmente le tre prove erano una discesa libera, uno slalom gigante e uno slalom speciale, cui si aggiungeva la combinata dalla classifica stilata attraverso la somma dei tempi realizzati nella discesa libera (o, più raramente, nello slalom gigante) e nello slalom speciale; nel corso degli anni il programma è stato poi variamente modificato, anche con riduzioni o inserimenti di altre tipologie di gara. Dal 1967, con alcune interruzioni, la 3-Tre è inserita nel calendario della Coppa del Mondo di sci alpino.

## Albo d'oro

### Uomini
| Ed.     |  | Anno           | Località                                              | Spec.         | Primo                  | Secondo                       | Terzo                     |
| ------- |  | -------------- | ----------------------------------------------------- | ------------- | ---------------------- | ----------------------------- | ------------------------- |
| I       |  | 1950           | Fai della Paganella Serrada di Folgaria Monte Bondone | DH            | Zeno Colò              | Albino Alverà                 | Mario Beltrandi           |
| I       |  | 1950           | Fai della Paganella Serrada di Folgaria Monte Bondone | GS            | Vittorio Chierroni     | Alberto Marcellin             | Ermanno Nogler            |
| I       |  | 1950           | Fai della Paganella Serrada di Folgaria Monte Bondone | SL            | Zeno Colò              | Josef Volger                  | Ermanno Nogler            |
| I       |  | 1950           | Fai della Paganella Serrada di Folgaria Monte Bondone | KB            | Ermanno Nogler         | Vittorio Chierroni            | Alberto Marcellin         |
| II      |  | 1951           | Fai della Paganella Serrada di Folgaria Monte Bondone | DH            | Ermanno Nogler         | Amedeo Catturani              | Silvio Alverà Luis Zauner |
| II      |  | 1951           | Fai della Paganella Serrada di Folgaria Monte Bondone | GS            | Gérard Pasquier        | Giuseppe Poncet               | Mario Beltrandi           |
| II      |  | 1951           | Fai della Paganella Serrada di Folgaria Monte Bondone | SL            | Firmin Mathis          | Luis Zauner                   | Silvio Alverà             |
| II      |  | 1951           | Fai della Paganella Serrada di Folgaria Monte Bondone | KB            | Ermanno Nogler         | Amedeo Catturani              | Dario Pompanin            |
| III     |  | 1952           | San Martino di Castrozza                              | GS            | François Baud          | Guido Ghedina                 | Adrien Duvillard          |
| III     |  | 1952           | San Martino di Castrozza                              | GS            | Guido Ghedina          | Adrien Duvillard              | Richard Berthet           |
| III     |  | 1952           | San Martino di Castrozza                              | SL            | Guido Ghedina          | François Baud                 | Georges Panisset          |
| III     |  | 1952           | San Martino di Castrozza                              | KB            | Guido Ghedina          | François Baud                 | Georges Panisset          |
| IV      |  | 1953           | Canazei Marmolada                                     | DH            | Carlo Gartner          | René Rey                      | Ernst Hinterseer          |
| IV      |  | 1953           | Canazei Marmolada                                     | GS            | René Rey               | Ernst Oberaigner              | Otto Glück                |
| IV      |  | 1953           | Canazei Marmolada                                     | SL            | René Rey               | Georges Schneider             | Ernst Oberaigner          |
| IV      |  | 1953           | Canazei Marmolada                                     | KB            | René Rey               | Ernst Oberaigner              | Carlo Gartner             |
| V       |  | 1954           | Marmolada                                             | GS            | Christian Pravda       | Ernst Hinterseer              | Ernst Oberaigner          |
| V       |  | 1954           | Marmolada                                             | GS            | Christian Pravda       | Stein Eriksen                 | Ernst Hinterseer          |
| V       |  | 1954           | Marmolada                                             | SL            | Stein Eriksen          | Ernst Hinterseer              | Christian Pravda          |
| V       |  | 1954           | Marmolada                                             | KB            | Christian Pravda       | Ernst Hinterseer              | Ernst Oberaigner          |
| VI      |  | 1955           | Canazei                                               | GS            | Josef Rieder           | Toni Sailer                   | Walter Schuster           |
| VI      |  | 1955           | Canazei                                               | GS            | Toni Sailer            | Josef Rieder                  | Walter Schuster           |
| VI      |  | 1955           | Canazei                                               | SL            | Josef Rieder           | Hermann Gamon                 | Toni Mark                 |
| VI      |  | 1955           | Canazei                                               | KB            | Josef Rieder           | Toni Sailer                   | Egon Zimmermann I         |
| VII     |  | 1956           | Marmolada                                             | GS            | Ernst Hinterseer       | Ernst Oberaigner              | Josef Rieder              |
| VII     |  | 1956           | Marmolada                                             | GS            | Ernst Hinterseer       | Josef Rieder                  | Wallace Werner            |
| VII     |  | 1956           | Marmolada                                             | SL            | Josef Rieder           | Charles Bozon                 | Walter Schuster           |
| VII     |  | 1956           | Marmolada                                             | KB            | Ernst Hinterseer       | Josef Rieder                  | Ernst Oberaigner          |
| VIII    |  | 1957           | Madonna di Campiglio                                  | DH            | Toni Mark              | Gebhard Hilbrand              | Paride Milianti           |
| VIII    |  | 1957           | Madonna di Campiglio                                  | GS            | Egon Zimmermann I      | Charles Bozon                 | Toni Mark                 |
| VIII    |  | 1957           | Madonna di Campiglio                                  | SL            | Charles Bozon          | Paride Milianti               | Gebhard Hilbrand          |
| VIII    |  | 1957           | Madonna di Campiglio                                  | KB            | Toni Mark              | Charles Bozon                 | Gebhard Hilbrand          |
| IX      |  | 1958           | Madonna di Campiglio                                  | DH            | Willi Forrer           | Bruno Alberti                 | Pepi Gramshammer          |
| IX      |  | 1958           | Madonna di Campiglio                                  | GS            | Bruno Alberti          | Paride Milianti               | Willi Forrer              |
| IX      |  | 1958           | Madonna di Campiglio                                  | SL            | Adrien Duvillard       | Helmut Schaller               | Tom Cochran               |
| IX      |  | 1958           | Madonna di Campiglio                                  | KB            | Willi Forrer           | Tom Cochran                   | Pepi Gramshammer          |
| X       |  | 1959           | Madonna di Campiglio                                  | DH            | Karl Schranz           | Willi Forrer                  | Bruno Alberti             |
| X       |  | 1959           | Madonna di Campiglio                                  | GS            | Karl Schranz           | Bruno Alberti                 | Guy Périllat              |
| X       |  | 1959           | Madonna di Campiglio                                  | SL            | Charles Bozon          | Jean Vuarnet François Bonlieu |                           |
| X       |  | 1959           | Madonna di Campiglio                                  | KB            | Karl Schranz           | François Bonlieu              | Pepi Gramshammer          |
| XI      |  | 1960           | Madonna di Campiglio                                  | DH            | Georges Duvillard      | Gaston Perrot                 | Pierre Stamos             |
| XI      |  | 1960           | Madonna di Campiglio                                  | GS            | Pepi Gramshammer       | Pierre Stamos                 | Giuliano Talmon           |
| XI      |  | 1960           | Madonna di Campiglio                                  | SL            | Michel Arpin           | Egon Zimmermann II            | Helmuth Gartner           |
| XI      |  | 1960           | Madonna di Campiglio                                  | KB            | Pepi Gramshammer       | Pierre Stamos                 | Egon Zimmermann II        |
| XII     |  | 1961           | Madonna di Campiglio                                  | DH            | Egon Zimmermann II     | Gerhard Nenning               | Bruno Alberti             |
| XII     |  | 1961           | Madonna di Campiglio                                  | GS            | Carlo Senoner          | Bruno Alberti                 | Egon Zimmermann II        |
| XII     |  | 1961           | Madonna di Campiglio                                  | SL            | Carlo Senoner          | Egon Zimmermann II            | Felice De Nicolò          |
| XII     |  | 1961           | Madonna di Campiglio                                  | KB            | Egon Zimmermann II     | Bruno Alberti                 | Carlo Senoner             |
| XIII    |  | 1962           | Madonna di Campiglio                                  | DH            | Bruno Alberti          | Siegfried Draxl               | Yves Bienvenu             |
| XIII    |  | 1962           | Madonna di Campiglio                                  | GS            | Paride Milianti        | Italo Pedroncelli             | Bruno Alberti             |
| XIII    |  | 1962           | Madonna di Campiglio                                  | SL            | Hias Leitner           | Felice De Nicolò              | Paride Milianti           |
| XIII    |  | 1962           | Madonna di Campiglio                                  | KB            | Paride Milianti        | Hias Leitner                  | Bruno Alberti             |
| XIV     |  | 1963           | Madonna di Campiglio                                  | DH            | Wolfgang Bartels       | Léo Lacroix                   | Carlo Senoner             |
| XIV     |  | 1963           | Madonna di Campiglio                                  | GS            | Gerhard Nenning        | Jos Minsch                    | Jean-Claude Killy         |
| XIV     |  | 1963           | Madonna di Campiglio                                  | SL            | Italo Pedroncelli      | Ludwig Leitner                | Carlo Senoner             |
| XIV     |  | 1963           | Madonna di Campiglio                                  | KB            | Carlo Senoner          | Léo Lacroix                   | Jos Minsch                |
| XV      |  | 1964           | Madonna di Campiglio                                  | DH            | Willy Bogner           | Jos Minsch                    | Karl Schranz              |
| XV      |  | 1964           | Madonna di Campiglio                                  | DH            | Wolfgang Bartels       | Egon Zimmermann II            | Karl Schranz              |
| XV      |  | 1964           | Madonna di Campiglio                                  | KB            | Wolfgang Bartels       | Dumeng Giovanoli              | Bruno Alberti             |
| XVI     |  | 1965           | Madonna di Campiglio                                  | DH            | Stefan Sodat           | Gerhard Mussner               | Heini Messner             |
| XVI     |  | 1965           | Madonna di Campiglio                                  | GS            | Jules Melquiond        | Heini Messner                 | Gerhard Mussner           |
| XVI     |  | 1965           | Madonna di Campiglio                                  | SL            | Jules Melquiond        | Georges Mauduit               | Gerhard Mussner           |
| XVI     |  | 1965           | Madonna di Campiglio                                  | KB            | Heini Messner          | Gerhard Mussner               | Jules Melquiond           |
| XVII    |  | 1966           | Madonna di Campiglio                                  | DH            | Jos Minsch             | Egon Zimmermann II            | Ivo Mahlknecht            |
| XVII    |  | 1966           | Madonna di Campiglio                                  | GS            | Heini Messner          | Ludwig Leitner                | Ivo Mahlknecht            |
| XVII    |  | 1966           | Madonna di Campiglio                                  | SL            | Ludwig Leitner         | Håkon Mjøen                   | Willy Bogner              |
| XVII    |  | 1966           | Madonna di Campiglio                                  | KB            | Heini Messner          | Ivo Mahlknecht                | Ludwig Leitner            |
| XVIII   |  | 1967           | Madonna di Campiglio                                  | DH            | Heini Messner          | Guy Périllat                  | Hans Peter Rohr           |
| XVIII   |  | 1967           | Madonna di Campiglio                                  | GS            | Guy Périllat           | Karl Schranz                  | Stefan Kälin              |
| XVIII   |  | 1967           | Madonna di Campiglio                                  | SL            | Guy Périllat           | Louis Jauffret                | Léo Lacroix               |
| XVIII   |  | 1967           | Madonna di Campiglio                                  | KB            | Guy Périllat           | Heini Messner                 | Ivo Mahlknecht            |
| XIX     |  | 1968           | Madonna di Campiglio                                  | annullata     | annullata              | annullata                     | annullata                 |
| XX      |  | 1969           | Madonna di Campiglio                                  | DH            | Michel Dätwyler        | Kurt Huggler                  | Bernhard Russi            |
| XX      |  | 1969           | Madonna di Campiglio                                  | GS            | Gerhard Prinzing       | Sepp Heckelmiller             | Bengt-Erik Grahn          |
| XX      |  | 1969           | Madonna di Campiglio                                  | SL            | Felice De Nicolò       | Gerhard Riml                  | Andrzej Bachleda          |
| XX      |  | 1969           | Madonna di Campiglio                                  | KB            | Gerhard Prinzing       | Bengt-Erik Grahn              | Max Rieger                |
| XXI     |  | 1970           | Madonna di Campiglio                                  | GS            | Gustav Thöni           | Dumeng Giovanoli              | Jean-Noël Augert          |
| XXI     |  | 1970           | Madonna di Campiglio                                  | GS            | Gustav Thöni           | Edmund Bruggmann              | Jean-Noël Augert          |
| XXI     |  | 1970           | Madonna di Campiglio                                  | SL            | Henri Bréchu           | Gustav Thöni                  | Dumeng Giovanoli          |
| XXI     |  | 1970           | Madonna di Campiglio                                  | KB            | Gustav Thöni           | Werner Bleiner                | Jakob Tischhauser         |
| XXII    |  | 1971           | Madonna di Campiglio                                  | GS            | Henri Duvillard        | Patrick Russel                | Gustav Thöni              |
| XXII    |  | 1971           | Madonna di Campiglio                                  | SL            | Gustav Thöni           | Jean-Noël Augert              | Patrick Russel            |
| XXII    |  | 1971           | Madonna di Campiglio                                  | KB            | Gustav Thöni           | Patrick Russel                | Edmund Bruggmann          |
| XXIII   |  | 1972           | Val Gardena Madonna di Campiglio                      | DH            | Bernhard Russi         | René Berthod                  | Mike Lafferty             |
| XXIII   |  | 1972           | Val Gardena Madonna di Campiglio                      | GS            | Edmund Bruggmann       | Reinhard Tritscher            | Roland Thöni              |
| XXIII   |  | 1972           | Val Gardena Madonna di Campiglio                      | SL            | Roland Thöni           | Alain Penz                    | Andrzej Bachleda          |
| XXIII   |  | 1972           | Val Gardena Madonna di Campiglio                      | KB            | Roland Thöni           | Gustav Thöni                  | Henri Duvillard           |
| XXIV    |  | 1973           | Val Gardena Madonna di Campiglio                      | DH            | Roland Collombin       | Karl Cordin                   | David Zwilling            |
| XXIV    |  | 1973           | Val Gardena Madonna di Campiglio                      | GS            | David Zwilling         | Adolf Rösti                   | Helmuth Schmalzl          |
| XXIV    |  | 1973           | Val Gardena Madonna di Campiglio                      | SL            | Piero Gros             | Gustav Thöni                  | Christian Neureuther      |
| XXIV    |  | 1973           | Val Gardena Madonna di Campiglio                      | KB            | David Zwilling         | Bob Cochran                   | Walter Tresch             |
| XXV     |  | 1974           | Val Gardena Madonna di Campiglio                      | annullata     | annullata              | annullata                     | annullata                 |
| XXVI    |  | 1975           | Madonna di Campiglio                                  | GS            | Piero Gros             | Greg Jones                    | Tino Pietrogiovanna       |
| XXVI    |  | 1975           | Madonna di Campiglio                                  | SL            | Ingemar Stenmark       | Paolo De Chiesa               | Fausto Radici             |
| XXVI    |  | 1975           | Madonna di Campiglio                                  | KB            | Paolo De Chiesa        | Piero Gros                    | Ingemar Stenmark          |
| XXVII   |  | 1976           | Madonna di Campiglio                                  | DH            | Franz Klammer          | Philippe Roux                 | Erik Håker                |
| XXVII   |  | 1976           | Madonna di Campiglio                                  | GS            | Engelhard Pargätzi     | Ernst Good                    | Piero Gros                |
| XXVII   |  | 1976           | Madonna di Campiglio                                  | KB            | Franz Klammer          | Steve Podborski               | Jim Hunter                |
| XXVIII  |  | 1977           | Madonna di Campiglio                                  | SL            | Fausto Radici          | Piero Gros                    | Gustav Thöni              |
| XXIX    |  | 1978           | Madonna di Campiglio                                  | GS            | Ingemar Stenmark       | Heini Hemmi                   | Andreas Wenzel            |
| XXIX    |  | 1978           | Madonna di Campiglio                                  | SL            | Ingemar Stenmark       | Klaus Heidegger               | Bojan Križaj              |
| XXIX    |  | 1978           | Madonna di Campiglio                                  | KB            | Ingemar Stenmark       | Klaus Heidegger               | Andreas Wenzel            |
| XXX     |  | 1979           | Madonna di Campiglio                                  | SL            | Martial Donnet         | Peter Lüscher                 | Christian Neureuther      |
| XXX     |  | 1979           | Madonna di Campiglio                                  | PR            | Ingemar Stenmark       | Mauro Bernardi                | Karl Trojer               |
| XXX     |  | 1979           | Madonna di Campiglio                                  | KB            | Christian Neureuther   | Martial Donnet                | Bojan Križaj              |
| XXXI    |  | 1980           | Madonna di Campiglio                                  | GS            | Ingemar Stenmark       | Jacques Lüthy                 | Bojan Križaj              |
| XXXI    |  | 1980           | Madonna di Campiglio                                  | SL            | Ingemar Stenmark       | Bojan Križaj                  | Paul Frommelt             |
| XXXI    |  | 1980           | Madonna di Campiglio                                  | KB            | Ingemar Stenmark       | Bojan Križaj                  | Jacques Lüthy             |
| XXXII   |  | 1981           | Madonna di Campiglio                                  | GS            | Ingemar Stenmark       | Aleksandr Žirov               | Gerhard Jäger             |
| XXXII   |  | 1981           | Madonna di Campiglio                                  | SL            | Ingemar Stenmark       | Paul Frommelt                 | Bojan Križaj              |
| XXXII   |  | 1981           | Madonna di Campiglio                                  | KB            | Ingemar Stenmark       | Bojan Križaj                  | Paul Frommelt             |
| XXXIII  |  | 1982           | Madonna di Campiglio                                  | SL            | Phil Mahre             | Ingemar Stenmark              | Paolo De Chiesa           |
| XXXIV   |  | 1983           | Madonna di Campiglio                                  | SG            | Michael Mair           | Hans Enn                      | Pirmin Zurbriggen         |
| XXXIV   |  | 1983           | Madonna di Campiglio                                  | SL            | Stig Strand            | Ingemar Stenmark              | Phil Mahre                |
| XXXIV   |  | 1983           | Madonna di Campiglio                                  | KB            | Pirmin Zurbriggen      | Christian Orlainsky           | Franz Gruber              |
| XXXV    |  | 1984           | Val Gardena Madonna di Campiglio                      | SG            | Pirmin Zurbriggen      | Martin Hangl                  | Leonhard Stock            |
| XXXV    |  | 1984           | Val Gardena Madonna di Campiglio                      | SL            | Ingemar Stenmark       | Robert Zoller                 | Petăr Popangelov          |
| XXXV    |  | 1984           | Val Gardena Madonna di Campiglio                      | KB            | Andreas Wenzel         | Thomas Bürgler                | Alex Giorgi               |
| XXXVI   |  | 1985           | Madonna di Campiglio                                  | SG            | Marc Girardelli        | Pirmin Zurbriggen             | Martin Hangl              |
| XXXVI   |  | 1985           | Madonna di Campiglio                                  | SL            | Bojan Križaj           | Andreas Wenzel                | Petăr Popangelov          |
| XXXVI   |  | 1985           | Madonna di Campiglio                                  | KB            | Andreas Wenzel         | Thomas Stangassinger          | Max Julen                 |
| XXXVII  |  | 1986           | Madonna di Campiglio                                  | SL            | Jonas Nilsson          | Bojan Križaj                  | Paul Frommelt             |
| XXXVIII |  | 1987           | Madonna di Campiglio                                  | SL            | Ivano Edalini          | Ingemar Stenmark              | Joël Gaspoz               |
| XXXIX   |  | 1988           | Madonna di Campiglio                                  | SL            | Alberto Tomba          | Rudolf Nierlich               | Bojan Križaj              |
| XL      |  | 1989           | Madonna di Campiglio                                  | SL            | Alberto Tomba          | Marc Girardelli               | Michael Tritscher         |
| XLI     |  | 1989           | Madonna di Campiglio                                  | SL            | annullata              | annullata                     | annullata                 |
| XLII    |  | 1990           | Madonna di Campiglio                                  | SL            | Ole Kristian Furuseth  | Thomas Fogdö                  | Marc Girardelli           |
| XLIII   |  | 1991           | Madonna di Campiglio                                  | SL            | Finn Christian Jagge   | Alberto Tomba                 | Thomas Fogdö              |
| XLIV    |  | 1992           | Madonna di Campiglio                                  | SL            | Patrice Bianchi        | Alberto Tomba                 | Thomas Sykora             |
| XLV     |  | 1993           | Madonna di Campiglio                                  | SL            | Jure Košir             | Alberto Tomba                 | Finn Christian Jagge      |
| XLVI    |  | 1994           | Madonna di Campiglio                                  | SL            | annullata              | annullata                     | annullata                 |
| XLVII   |  | 1995           | Madonna di Campiglio                                  | SL            | Alberto Tomba          | Yves Dimier                   | Konrad Kurt Ladstätter    |
| XLVIII  |  | 1996           | Madonna di Campiglio                                  | SL            | Thomas Sykora          | Alberto Tomba                 | Sébastien Amiez           |
| XLIX    |  | 1997           | Madonna di Campiglio                                  | non disputata | non disputata          | non disputata                 | non disputata             |
| L       |  | 1998           | Madonna di Campiglio                                  | SL            | Jure Košir             | Giorgio Rocca                 | Mario Reiter              |
| LI      |  | 1999           | Madonna di Campiglio                                  | SL            | Finn Christian Jagge   | Benjamin Raich                | Thomas Stangassinger      |
| LII     |  | 2000           | Madonna di Campiglio                                  | SL            | Mario Matt             | Heinz Schilchegger            | Rainer Schönfelder        |
| LIII    |  | 2001           | Madonna di Campiglio                                  | SL            | Bode Miller            | Giorgio Rocca                 | Tom Stiansen              |
|         |  | 2002           | Madonna di Campiglio                                  | SL            | non disputata          | non disputata                 | non disputata             |
| LIV     |  | 2003           | Madonna di Campiglio                                  | SL            | Ivica Kostelić         | Giorgio Rocca                 | Manfred Pranger           |
|         |  | 2004           | Madonna di Campiglio                                  | non disputata | non disputata          | non disputata                 | non disputata             |
| LV      |  | 2005           | Madonna di Campiglio                                  | SL            | Giorgio Rocca          | Benjamin Raich                | Kalle Palander            |
|         |  | 2006 2007 2008 | Madonna di Campiglio                                  | non disputata | non disputata          | non disputata                 | non disputata             |
| LVI     |  | 2009           | Madonna di Campiglio                                  | SL            | Michael Janyk          | Axel Bäck                     | Cristian Deville          |
| LVII    |  | 2010           | Madonna di Campiglio                                  | SL            | Patrick Thaler         | Jens Byggmark                 | Mattias Hargin            |
| LVIII   |  | 2011           | Madonna di Campiglio                                  | SL            | Victor Muffat Jeandet  | Thomas Mermillod Blondin      | Kryštof Krýzl             |
| LIX     |  | 2012           | Madonna di Campiglio                                  | SL            | Marcel Hirscher        | Felix Neureuther              | Naoki Yuasa               |
| LX      |  | 2013           | Madonna di Campiglio                                  | DH            | Marc Gisin             | Christopher Hörl Ralph Weber  |                           |
| LX      |  | 2013           | Madonna di Campiglio                                  | DH            | Nils Mani              | Nicolas Raffort               | Thomas Mayrpeter          |
| LXI     |  | 2014           | Madonna di Campiglio                                  | SL            | Felix Neureuther       | Fritz Dopfer                  | Jens Byggmark             |
| LXII    |  | 2015           | Madonna di Campiglio                                  | SL            | Henrik Kristoffersen   | Marcel Hirscher               | Marco Schwarz             |
| LXIII   |  | 2016           | Madonna di Campiglio                                  | SL            | Henrik Kristoffersen   | Marcel Hirscher               | Stefano Gross             |
| LXIV    |  | 2017           | Madonna di Campiglio                                  | SL            | Marcel Hirscher        | Luca Aerni                    | Henrik Kristoffersen      |
| LXV     |  | 2018           | Madonna di Campiglio                                  | SL            | Daniel Yule            | Marco Schwarz                 | Michael Matt              |
| LXVI    |  | 2020           | Madonna di Campiglio                                  | SL            | Daniel Yule            | Henrik Kristoffersen          | Clement Noel              |
| LXVII   |  | 2020           | Madonna di Campiglio                                  | SL            | Henrik Kristoffersen   | Sebastian Foss Solevåg        | Alex Vinatzer             |
| LXVIII  |  | 2021           | Madonna di Campiglio                                  | SL            | Sebastian Foss Solevåg | Alexis Pinturault             | Kristoffer Jakobsen       |

Legenda:

DH = discesa libera

SG = supergigante

GS = slalom gigante

SL = slalom speciale

PR = slalom parallelo

KB = combinata

### Donne
| Ed.   | Stagione | Località             | Spec. | Prima         | Seconda          | Terza               |
| ----- | -------- | -------------------- | ----- | ------------- | ---------------- | ------------------- |
| XXIX  | 1978     | Madonna di Campiglio | GS    | Hanni Wenzel  | Monika Kaserer   | Lise-Marie Morerod  |
| XXXVI | 1985     | Madonna di Campiglio | GS    | Marina Kiehl  | Maria Walliser   | Zoë Haas            |
| XXXVI | 1985     | Madonna di Campiglio | SL    | Dorota Tlałka | Brigitte Gadient | Christelle Guignard |
| LIV   | 2004     | Madonna di Campiglio | SL    | Anja Pärson   | Laure Pequegnot  | Nicole Hosp         |
| LIV   | 2004     | Madonna di Campiglio | SL    | Nicole Hosp   | Anja Pärson      | Marlies Schild      |

Legenda:

GS = slalom gigante

SL = slalom speciale